# Grand Prix automobile de Tunisie 1935
Le Grand Prix automobile de Tunisie 1935 est un Grand Prix qui s'est tenu sur le circuit de Carthage le 5 mai 1935.

## Grille de départ
| 1re ligne | Pos. 3                         | Pos. 2                           | Pos. 1                           |
| --------- | ------------------------------ | -------------------------------- | -------------------------------- |
|           | Wimille Bugatti 4 min 29 s 2   | Nuvolari Alfa Romeo 4 min 28 s 4 | Varzi Auto Union 4 min 24 s 8    |
| 2e ligne  | Pos. 6                         | Pos. 5                           | Pos. 4                           |
|           | Sommer Alfa Romeo 4 min 24 s 8 | Siena Maserati 4 min 56 s 0?     | Étancelin Maserati 4 min 30 s 8  |
| 3e ligne  | Pos. 9                         | Pos. 8                           | Pos. 7                           |
|           | Farina Maserati 5 min 1 s 0    | Zehender Maserati 4 min 31 s 0?  | Comotti Alfa Romeo 4 min 53 s 0  |
| 4e ligne  | Pos. 12                        | Pos. 11                          | Pos. 10                          |
|           | Chambost Maserati 5 min 8 s 0  | Soffietti Maserati 5 min 4 s 0   | Brunet Maserati 5 min 25 s 0     |
| 5e ligne  | Pos. 15                        | Pos. 14                          | Pos. 13                          |
|           | Ghersi Alfa Romeo 5 min 16 s 0 | Zanelli Alfa Romeo 5 min 15 s 0  | Barbieri Alfa Romeo 5 min 12 s 0 |
| 6e ligne  | Pos. 18                        | Pos. 17                          | Pos. 16                          |
|           | Fevrier Bugatti 5 min 36 s 2   | Balestrero Maserati 5 min 35 s 0 | Hartmann Maserati 5 min 25 s 0   |
| 7e ligne  | Pos. 21                        | Pos. 20                          | Pos. 19                          |
|           | Mablot Bugatti 6 min 14 s 0    | Rey Bugatti 6 min 7 s 0          | « Raph » Alfa Romeo 5 min 42 s 0 |
| 8e ligne  |                                | Pos. 22                          |                                  |
|           |                                | Falchetto Maserati ?             |                                  |

## Classement de la course
| Pos. | no | Pilote              | Écurie                      | Châssis            | Tours | Temps/Abandon      | Grille |
| ---- | -- | ------------------- | --------------------------- | ------------------ | ----- | ------------------ | ------ |
| 1    | 34 | Achille Varzi       | Auto Union AG               | Auto Union Type A  | 40    | 3 h 5 min 40 s 2   | 1      |
| 2    | 36 | Jean-Pierre Wimille | Automobiles Ettore Bugatti  | Bugatti Type 59    | 40    | + 3 min 49 s 6     | 3      |
| 3    | 8  | Philippe Étancelin  | Scuderia Subalpina          | Maserati 6C-34     | 38    | + 2 tours          | 4      |
| 4    | 6  | Gianfranco Comotti  | Scuderia Ferrari            | Alfa Romeo Tipo B  | 37    | + 3 tours          | 7      |
| 5    | 40 | Giuseppe Farina     | Gino Rovere/Subalpina?      | Maserati 6C-34     | 37    | + 3 tours          | 9      |
| 6    | 20 | Albert Chambost     | Écurie Girod                | Maserati 8CM       | 35    | + 5 tours          | 12     |
| 7    | 48 | László Hartmann     | Privé                       | Maserati 8CM       | 34    | + 6 tours          | 16     |
| 8    | 32 | « Raph »            | Privé                       | Alfa Romeo Tipo B  | 32    | + 8 tours          | 19     |
| Abd. | 10 | Eugenio Siena       | Scuderia Subalpina          | Maserati 8CM       |       |                    | 5      |
| Abd. | 12 | Pietro Ghersi       | Scuderia Subalpina          | Alfa Romeo Tipo B  |       | Boîte de vitesses  | 15     |
| Abd. | 16 | Raymond Sommer      | Privé                       | Alfa Romeo Tipo B  |       | Piston             | 6      |
| Abd. | 18 | Renato Balestrero   | Gruppo Genovese San Giorgio | Maserati 8CM       |       |                    | 17     |
| Abd. | 24 | Luigi Soffietti     | Privé                       | Maserati 8CM       |       | Suralimentation    | 11     |
| Abd. | 26 | Benoît Falchetto    | Écurie Braillard            | Maserati Tipo 26 M |       |                    | 22     |
| Abd. | 28 | Maurice Mablot      | Privé                       | Bugatti Type 51    |       | Joint de connexion | 21     |
| Abd. | 30 | Ferdinando Barbieri | Privé                       | Alfa Romeo Tipo B  |       |                    | 13     |
| Abd. | 44 | Pierre Rey          | Privé                       | Bugatti Type 51    |       | Roue               | 11     |
| Abd. | 50 | André Fevrier       | Privé                       | Bugatti Type 35C   |       |                    | 18     |
| Abd. | 4  | Tazio Nuvolari      | Scuderia Ferrari            | Alfa Romeo Tipo B  | 5     | Lubrification      | 2      |
| Abd. | 22 | Robert Brunet       | Écurie Braillard            | Maserati 8CM       | 2     | Mécanique          | 10     |
| Abd. | 42 | Juan Zanelli        | Privé                       | Alfa Romeo 8C 2300 | 1     | Moteur             | 17     |
| Abd. | 14 | Goffredo Zehender   | Scuderia Subalpina          | Maserati 6C-34     | 1     | Accident           | 8      |

- Légende : Abd. = Abandon - Np. = Non partant.

## Pole position et record du tour
- Pole position :  Achille Varzi (Auto Union) en 4 min 24 s 8.
- Meilleur tour en course :  Achille Varzi (Auto Union) en 4 min 28 s 4.